# كعكة جبن أوبة
كعكة جبن أوبة المعروف أيضًا باسم كعكة جبن اليام الأرجواني كعكة جبنة فلبينية مصنوعة من قاعدة من بسكويت كرهام المسحوق وطبقة علوية من الجبنة القشدية وحلاوة أوبة ( اليام الأرجواني المهروس بالحليب والسكر والزبدة). يمكن تحضيرها مخبوزة أو ببساطة مبردة. تتميز باللون الأرجواني المميز مثل الحلويات الأخرى في الفلبين.